# Zexcs
ZEXCS Inc. (有限会社ゼクシズ, Yūgen gaisha Zekushizu) est un studio d'animation créé le 23 janvier 1998 et basé à Tokyo, au Japon.

## Histoire
ZEXCS est créé en 1998 à Mitaka dans la préfecture de Tokyo avec pour directrice générale, Tomoko Kawasaki, productrice pour la société de production Gansis (ja) et qui travaillait autrefois pour J. C. Staff.
Il a commencé ses activités avec la production de la série d'OAV Tōkyō jusshōden (ja) en 1999, et réalise sa première série télévisée en 2001, Sister Princess (en).
En septembre 2015, le siège social est transféré dans la ville de Koganei à Tokyo (dans le même bâtiment où se trouvent les studios d'animation feel. et Assez Finaud Fabric. ; ces trois studios sont regroupés autour de la société holding Fan Media Co., Ltd. en tant que filiales).

## Productions

### Séries télévisées
| Année   | Titre                                                 | Dates de 1re diffusion | Dates de 1re diffusion | Nb. éps.   | Notes |
| Année   | Titre                                                 | Début                  | Fin                    | Nb. éps.   | Notes |
| ------- | ----------------------------------------------------- | ---------------------- | ---------------------- | ---------- | --- |
| 2001    | Sister Princess (en)                                  | 4 avril 2001           | 26 septembre 2001      | 26         | Basée sur la série de light novel écrite par Sakurako Kimino et illustrée par Naoto Tenhiro.                                 |
| 2002    | Sister Princess: RePure (en)                          | 2 octobre 2002         | 25 décembre 2002       | 13         | Suite de Sister Princess. |
| 2002    | Kikō Sennyo Rōran (ja)                                | 15 novembre 2002       | 30 mai 2003            | 28         | Production originale. |
| 2003    | Da Capo                                               | 6 juillet 2003         | 28 décembre 2003       | 26         | Basée sur un visual novel pour adultes de Circus.                                                                            |
| 2004    | Final Approach (en)                                   | 2 octobre 2004         | 25 décembre 2004       | 13         | Basée sur un visual novel pour adultes de Princess Soft (ja) ; coproduite avec Trinet Entertainment (ja).                    |
| 2005    | Suki na mono wa suki dakara shōganai                  | 8 janvier 2005         | 26 mars 2005           | 12         | Basée sur un visual novel pour adultes de Platinum Label sur un scénario de Riho Sawaki.                                     |
| 2005    | Canvas 2: Niji Iro no Sketch                          | 2 octobre 2005         | 26 mars 2006           | 24         | Basée sur un visual novel pour adultes de F&C FC01 (en).                                                                     |
| 2006    | Mamoru-kun ni megami no shukufuku o!                  | 6 octobre 2006         | 30 mars 2007           | 24         | Basée sur la série de light novel écrite par Hiroki Iwata et illustrée par Toshiyuki Satō.                                   |
| 2007    | Mushi-Uta (en)                                        | 5 juillet 2007         | 4 octobre 2007         | 12         | Basée sur la série de light novel écrite par Kyōhei Iwai et illustrée par Ruroo ; supervision de la production de Beat Frog. |
| 2007    | Rental Magica                                         | 8 octobre 2007         | 24 mars 2008           | 24         | Basée sur la série de light novel écrite par Makoto Sanda et illustrée par pako.                                             |
| 2008    | H2O: Footprints in the Sand (en)                      | 3 janvier 2008         | 20 mars 2008           | 12         | Basée sur un visual novel pour adultes de Makura.                                                                            |
| 2008    | Wagaya no oinari-sama. (en)                           | 6 avril 2008           | 14 septembre 2008      | 24         | Basée sur la série de light novel écrite par Jin Shibamura et illustrée par Eizō Hōden.                                      |
| 2008    | Magician's Academy (ja)                               | 5 octobre 2008         | 21 décembre 2008       | 12         | Basée sur la série de light novel écrite par Ichirō Sakaki et illustrée par Blade.                                           |
| 2009    | Kōkaku no Regios                                      | 10 janvier 2009        | 20 juin 2009           | 24         | Basée sur la série de light novel écrite par Shūsuke Amagi et illustrée par Miyū.                                            |
| 2009    | Umi Monogatari                                        | 24 juin 2009           | 16 septembre 2009      | 12         | Basée sur un jeu de pachinko conçu par Sanyo Bussan.                                                                         |
| 2010    | Chu-Bra!! (en)                                        | 4 janvier 2010         | 22 mars 2010           | 12         | Basée sur le manga de Yumi Nakata.                                                                                           |
| 2010    | Omamori Himari (en)                                   | 6 janvier 2010         | 24 mars 2010           | 12         | Basée sur le manga de Milan Matra.                                                                                           |
| 2010    | Densetsu no yūsha no densetsu (ja)                    | 1er juillet 2010       | 16 décembre 2010       | 24         | Basée sur la série de light novel écrite par et illustrée par Takaya Kagami.                                                 |
| 2010    | Fortune Arterial (en)                                 | 8 octobre 2010         | 24 décembre 2010       | 12         | Basée sur un visual novel pour adultes de August (ja) ; coproduite avec feel..                                               |
| 2011    | Oniichan no koto nanka zenzen suki janain dakara ne!! | 8 janvier 2011         | 26 mars 2011           | 12         | Basée sur le manga de Kōichi Kusano.                                                                                         |
| 2011    | A Dark Rabbit Has Seven Lives (en)                    | 9 juillet 2011         | 24 septembre 2011      | 12         | Basée sur la série de light novel écrite par Takaya Kagami et illustrée par Yū Kamiya.                                       |
| 2012    | Say I love you                                        | 6 octobre 2012         | 29 décembre 2012       | 13         | Basée sur le manga de Kanae Hazuki.                                                                                          |
| 2013    | Cuticle Detective Inaba (ja)                          | 4 janvier 2013         | 22 mars 2013           | 12         | Basée sur le manga de Mochi.                                                                                                 |
| 2013    | Aku no hana                                           | 5 avril 2013           | 29 juin 2013           | 13         | Basée sur le manga de Shūzō Oshimi.                                                                                          |
| 2013    | Diabolik Lovers                                       | 16 septembre 2013      | 9 décembre 2013        | 12         | Basée sur la franchise de drama CD de Rejet.                                                                                 |
| 2014    | Lady Jewelpet (en)                                    | 5 avril 2014           | 28 mars 2015           | 52         | 6e série de la franchise Jewelpet ; coproduite avec Studio Comet.                                                            |
| 2014    | Mangaka-san to Assistant-san to (en)                  | 8 avril 2014           | 24 juin 2014           | 12         | Basée sur le yonkoma de Hiroyuki.                                                                                            |
| 2014    | Shōnen Hollywood: Holly Stage for 49                  | 5 juillet 2014         | 27 septembre 2014      | 13         | Basée sur la franchise créée autour du roman de Ikuyo Hashiguchi.                                                            |
| 2015    | Shōnen Hollywood: Holly Stage for 50                  | 10 janvier 2015        | 4 avril 2015           | 13         | Suite de Shōnen Hollywood.                                                                                                   |
| 2015    | Diabolik Lovers More, Blood                           | 24 septembre 2015      | 10 décembre 2015       | 12         | Suite de Diabolik Lovers. |
| 2015    | Ketsuekigata-kun! 3 (ja)                              | 13 octobre 2015        | 29 décembre 2015       | 12         | Suite de Ketsuekigata-kun! 2 ; coproduite avec Assez Finaud Fabric. et feel.                                                 |
| 2016    | Ketsuekigata-kun! 4 (ja)                              | 12 janvier 2016        | 29 mars 2016           | 12         | Suite de Ketsuekigata-kun! 3 ; coproduite avec Assez Finaud Fabric. et feel.                                                 |
| 2016    | The Great Passage                                     | 14 octobre 2016        | 23 décembre 2016       | 11         | Basée sur le roman de Shion Miura.                                                                                           |
| 2017    | Frame Arms Girl (en)                                  | 4 avril 2017           | 20 juin 2017           | 12         | Basée sur la gamme de maquettes de Kotobukiya ; coproduite avec Studio A-Cat.                                                |
| 2018    | Rokuhōdō Yotsuiro Biyori (ja)                         | 11 avril 2018          | 27 juin 2018           | 12         | Basée sur le manga de Yū Shimizu.                                                                                            |
| 2020    | Shadowverse                                           | 7 avril 2020           | En cours               | À annoncer | Basée sur le jeu de cartes à collectionner numérique de Cygames.                                                             |
| À venir | Magical Beast Sherbert                                | À venir                | À venir                | À annoncer | Basée sur un personnage de Line Corporation nommé Sherbert.                                                                  |

### ONA
- Saishū shiken kujira (ja) (12 épisodes de 5 min) (2007–2008)
- Hikari: Kariya o tsunagu monogatari (2016)

### Films
- Aruvu Rezuru: Kikaijikake no Yōseitachi (en) (2013)
- Frame Arms Girl: Kyakkyau Fufu na Wonderland (en) (2019)

### OAV
- Tōkyō jusshōden (ja) (3 OAV) (1999–2002)
- Harukanaru toki no naka de: Ajisai yumegatari (2 OAV) (2002–2003)
- Happy World! (en) (3 OAV) (2002–2003)
- Harukanaru toki no naka de (2002–2003) (2 OAV)
- Saishū shiken kujira: Progressive (ja) (2008)
- Da Capo: If (2 OAV) (2008–2009)
- D.C.I&II P.S.P. Re-animated (4 OAV) (2010)
- Fortune Arterial (en) (2011)
- Jewelpet Twinkle☆: A Rainbow of Smiles Doki☆Doki! (2013)
- Mangaka-san to Assistant-san to (en) (2014)
- Mitsuwano (ja) (2014)
- Nozo × kimi (ja) (2014)
- Kurage no shokudō (en) (2016)
- “Eiyū” kaitai (2016)
- Your Light: Kase-san and Morning Glories (2017)[9]
- Asagao to Kase-san. (1 OAV) (2018)